# Антон Гикіш
Антон Гикіш (псевдоніми А. Горнік (словац. А. Horník), Агі (словац. Ahy), Петер Арношт (словац. Peter Arnošť), 23 лютого 1932, Банська Штявниця — 17 липня 2024, Братислава) — словацький прозаїк, драматург, автор нехудожніх книг, творів для дітей та юнацтва, історичної, науково-фантастичної, фентезійної прози.

## Біографія
Народився в сім'ї чиновника, освіту здобув в містах Банська Штявниця, Пуканець, Левице і Братислава (де в 1951—1956 навчався в Братиславській вищій школі економіки). У 1956—1958 працював в науково-дослідному інституті, в 1958 брав участь в будівництві залізниці, в 1958—1962 працював на підприємстві «Садівництво і організація дозвілля» (Братислава). У 1962—1969 був літературним редактором на чехословацькому радіо, в 1969—1974 працював в Центральній бібліотеці Словацької Академії наук. У 1987 став редактором, а пізніше директором видавництва «Молоді літа», в 1990-1992 був депутатом, в 1993 служив послом в Канаді.

## Нагороди
- У січні 1998 Президент Словацької Республіки удостоїв Антона Гикіша державної нагороди «Хрест Прібіни I ступеня».

## Творчість
Будучи представником так званого Покоління-56, дебютував з романом «Крок у невідомість» (1959), який незабаром з ідеологічних міркувань був заборонений і знову вийшов тільки через чотири роки. Наступними книгами — «Сон приходить на вокзал» (1961), «Я зустрів тебе» (1963), «Надя» (1964) — автор відгукнувся на життєві ситуації і етичні погляди своїх сучасників, проте критики оцінили тільки роман «Площа в Мерінга» (1965), у якому автор — в тому числі на основі власних юнацьких переживань, пов'язаних зі спробою незаконного виїзду з країни в 1949 — спробував показати долі свого покоління. Роман частково є автобіографічною історією життя молодого інженера, який вперше опинився на Заході при спробі ще будучи студентом безуспішно вирватися у вільний світ, навіть знаючи, що його вчинок не залишиться без наслідків. У 1970-1980 Гикіш видає прозові твори «Відносини» (1978), «Мрія» (1980), «Атомне літо» (1988), а також книгу науково-фантастичних оповідань «Добре захований мозок» (1979), проте увагу читачів більше привернув двотомний роман «Час чемпіонів» (1977), дія якого відбувається в місті Банська Штявниця на рубежі XV-XVI століть. Цей твір завдяки вмісту в ньому натяку на крайню необхідність творчої свободи як основної умови існування людини, а також завдяки переконливій художній канві став одним з найбільш читаних історичних романів в Словаччині.
Антон Гикіш є також автором репортажів про Канаду і Китай. У 1968 він видав есе «Канада — це зовсім не „канада“».

## Твори
- 1961 — Сон приходить на вокзал / Sen vchádza do stanice, повість
- 1963 — Крок у невідомість / Krok do neznáma, дебютний роман (написаний і виданий в 1959, проте відразу після видання був заборонений)
- 1963 — Я зустрів тебе / Stretol som ťa, оповідання
- 1964 — Надя / Naďa, повість
- 1965 — Площа в Мерінга / Námestie v Mähringu, роман
- 1971 — І ніде не знайти спокою, або Вбивство на курорті / A nikde nenaješ klid neboli Vražda v lázních, детектив (випущений тільки чеською мовою)
- 1977 — Час чемпіонів / Čas majstrov, двотомний історичний роман
- 1978 — Відносини / Vzťahy, повість
- 1979 — Добре захований мозок / Dobre utajený mozog, збірка науково-фантастичних повістей та оповідань
- 1980 — Мрія / Túžba, повість
- 1984 — Любіть королеву / Milujte kráľovnú, історичний роман
- 1988 — Атомне літо / Atómové leto, роман — Беллетризация злободенних фактів
- 1990 — Охорона секретів / Obrana tajomstiev, збірка фентезійної прози
- 1999 — Марія Терезія
- 2006 — Тринадцята година. Час чемпіонів (перевидання) / Trinásta hodina. Čas majstrov (reedícia)
- 2006 — Один в чужих містах / Sám v cudzích mestách
- 2007 — Згадай царя / Spomeň si na cára
- 2009 — Задоволення минулих років / Rozkoše dávnych čias, роман про ХХ століття з автобіографічними елементами

## Твори для дітей
- 1987 — Майбутнє вже сьогодні, фактографічна книга
- 1989 — Друже Чіпко, авторська казка на основі науково-популярної літератури

## Нехудожня проза
- 1968 — Канада — це зовсім не «канада», книга репортажів про подорожі
- 1975 — Руль до небес, фактографічна книга про автомобільні перегони і знаменитих гонщиків
- 1990 — Відпустка в Пекіні, подорожні нотатки
- 2004 — Як пахне політика. Спогади і замітки про 1990-1992

### Есе
- 2001 — Давайте не будемо боятися світу
- 2003 — Що я про це думаю

## Інші твори
- 1965 — Для мене не грає блюз (Pre mňa nehrá blues), сценарій до фільму, за мотивами роману «Крок у невідомість»
- 1966 — Розлом, радіопостановка
- 1969 — Зачаття, радіопостановка
- 1988 — Такі дивні розмови, радіопостановка